# Pura (Philippines)
Pour les articles homonymes, voir Pura.
Pura est une localité de la province de Tarlac, aux Philippines. En 2015, elle compte 23 712 habitants.